# Drachtik (ort i Armenien)
Drachtik (armeniska: Դրախտիկ) är en ort i Armenien. Den ligger i provinsen Gegharkunik, i den centrala delen av landet, 70 kilometer nordost om huvudstaden Jerevan. Drachtik ligger 1 983 meter över havet och antalet invånare är 1 016.
Terrängen runt Drachtik är huvudsakligen kuperad, men åt sydväst är den platt. Närmaste större samhälle är Tjambarak, 10,6 kilometer öster om Drachtik. 
Trakten runt Drachtik består till största delen av jordbruksmark. Runt Drachtik är det ganska tätbefolkat, med 72 invånare per kvadratkilometer.